# Pompeius Paullinus
Pompeius Paullinus est un sénateur romain actif sous les règnes de Claude et de Néron. Il est consul pendant un nundinium en l'an 53 ou 54. 

## Biographie
Selon Pline l'Ancien, Paullinus est le fils de Pompeius Paulinus, un chevalier romain d'Arelate. Il est peut-être le frère de Pompeia Paulina, épouse du philosophe et homme d'État Sénèque. 
Paullinus est surtout connu pour son mandat de gouverneur de la Germanie Inférieure, qui est attesté par une mention dans Tacite, Pline l'Ancien, et une inscription récupérée à Cologne qui est datée de l'an 56. La preuve indique que son mandat s'étend de 55 à 57 ans ; il est remplacé par Lucius Duvius Avitus en l'an 58. Ronald Syme présume que pendant que Paullinus est gouverneur de la Germanie Inférieure, Pline et le futur empereur Titus servent tous deux de tribuns militaires. Depuis son séjour dans cette province, Pline rappelle plus tard que Paullinus apporte avec lui 12 000 livres d'argenterie dans un lieu où il est « confronté à des tribus de la plus grande férocité ». 
Après le retour de Paullinus de Germanie, il est ensuite attesté dans une inscription d'Éphèse qui documente trois commissaires nommés pour s'occuper d'une affaire là-bas, avec Lucius Calpurnius Piso (consul en 57) et Aulus Ducenius Geminus (consul en 60 ou 61 ) ; il s'agit peut-être de la même commission créée en 62 que Tacite mentionne. Sa vie après cela est un blanc. Paullinus n'est pas mentionné comme l'une des personnes exécutées ou exilées à la suite de la Conjuration de Pison, ni comme jouant un quelconque rôle dans l'année des quatre empereurs.